# Oceaniska mästerskapet i fotboll för damer 2003
Oceaniska mästerskapet i fotboll för damer 2003 ägde rum i Canberra, Australian Capital Territory i Australien, mellan 5 och 13 april 2003. Turneringen organiserades av Oceania Football Confederation och detta var sjunde gången den hölls. Turneringen vanns av Australien för tredje året i rad, som direkt kvalades in till VM 2003.

## Resultat

### Tabell
| Nr | Lag              | S | V | O | F | GM | IM | MS  | P  |
| -- | ---------------- | - | - | - | - | -- | -- | --- | -- |
| 1  | Australien       | 4 | 4 | 0 | 0 | 45 | 0  | +45 | 12 |
| 2  | Nya Zeeland      | 4 | 3 | 0 | 1 | 29 | 2  | +27 | 9  |
| 3  | Papua Nya Guinea | 4 | 2 | 0 | 2 | 10 | 21 | −11 | 6  |
| 4  | Samoa            | 4 | 1 | 0 | 3 | 3  | 39 | −36 | 3  |
| 5  | Cooköarna        | 4 | 0 | 0 | 4 | 1  | 26 | −25 | 0  |

### Matcher
|  | 5 april 2003 | Cooköarna         | 1 – 5 | Papua Nya Guinea                                                                     | Belconnen Soccer Centre                                                              |                                                                                      |
|  |              | Melanie Rakei 29′ |       | 21′ Glenda Matthies 23′ Priscilla Konalalai 40′, 87′ Neilen Limabi 42′ Lydia Banabas | Canberra, Australian Capital Territory Publik: 250 Domare: Tammy Ogston (Australien) | Canberra, Australian Capital Territory Publik: 250 Domare: Tammy Ogston (Australien) |
|  |              |                   |       |                                                                                      | Canberra, Australian Capital Territory Publik: 250 Domare: Tammy Ogston (Australien) | Canberra, Australian Capital Territory Publik: 250 Domare: Tammy Ogston (Australien) |
|  |              |                   |       |                                                                                      | Canberra, Australian Capital Territory Publik: 250 Domare: Tammy Ogston (Australien) | Canberra, Australian Capital Territory Publik: 250 Domare: Tammy Ogston (Australien) |

|  | 5 april 2003 | Australien | 19 – 00 | Samoa | Belconnen Soccer Centre                                                          |                                                                                  |
|  |              | Joanne Peters 5′, 35′, 50′, 79′ Kelly Golebiowski 16′, 42′, 46′, 61′ Rhian Davies 18′ Danielle Small 41′, 78′ April Mann 53′, 58′, 85′, 87′ Sacha Wainwright 55′ Thea Slatyer 56′, 57′ Heather Garriock 72′ | (6 – 0) |       | Canberra, Australian Capital Territory Publik: 750 Domare: Rajendra Singh (Fiji) | Canberra, Australian Capital Territory Publik: 750 Domare: Rajendra Singh (Fiji) |
|  |              | |         |       | Canberra, Australian Capital Territory Publik: 750 Domare: Rajendra Singh (Fiji) | Canberra, Australian Capital Territory Publik: 750 Domare: Rajendra Singh (Fiji) |
|  |              | |         |       | Canberra, Australian Capital Territory Publik: 750 Domare: Rajendra Singh (Fiji) | Canberra, Australian Capital Territory Publik: 750 Domare: Rajendra Singh (Fiji) |

|  | 7 april 2003 | Australien | 11 – 00 | Cooköarna | Belconnen Soccer Centre                                                                               | |
|  |              | Hayley Crawford 8′, 17′ Rhian Davies 11′ Dianne Alagich 34′, 62′ (str.) Tal Karp 37′, 81′ Olivia Hohnke 59′ Danielle Small 65′ Amy Wilson 71′, 82′ |         |           | Canberra, Australian Capital Territory Publik: 600 Domare: Joakim Salaiau Sosongan (Papua Nya Guinea) | Canberra, Australian Capital Territory Publik: 600 Domare: Joakim Salaiau Sosongan (Papua Nya Guinea) |
|  |              | |         |           | Canberra, Australian Capital Territory Publik: 600 Domare: Joakim Salaiau Sosongan (Papua Nya Guinea) | Canberra, Australian Capital Territory Publik: 600 Domare: Joakim Salaiau Sosongan (Papua Nya Guinea) |
|  |              | |         |           | Canberra, Australian Capital Territory Publik: 600 Domare: Joakim Salaiau Sosongan (Papua Nya Guinea) | Canberra, Australian Capital Territory Publik: 600 Domare: Joakim Salaiau Sosongan (Papua Nya Guinea) |

|  | 7 april 2003 | Samoa | 00 – 15  | Nya Zeeland | Belconnen Soccer Centre                                                                   |                                                                                           |
|  |              |       | (0 – 10) | 5′, 9′, 24′, 50′ Maia Jackman 7′, 10′, 32′ Simone Ferrara 11′, 12′, 42′, 65′, 87′ Nicky Smith 41′ Hayley Moorwood 80′, 82′ Michele Keinzley | Canberra, Australian Capital Territory Publik: 200 Domare: Krystyna Szokolai (Australien) | Canberra, Australian Capital Territory Publik: 200 Domare: Krystyna Szokolai (Australien) |
|  |              |       |          | | Canberra, Australian Capital Territory Publik: 200 Domare: Krystyna Szokolai (Australien) | Canberra, Australian Capital Territory Publik: 200 Domare: Krystyna Szokolai (Australien) |
|  |              |       |          | | Canberra, Australian Capital Territory Publik: 200 Domare: Krystyna Szokolai (Australien) | Canberra, Australian Capital Territory Publik: 200 Domare: Krystyna Szokolai (Australien) |

|  | 9 april 2003 | Cooköarna | 0 – 9   | Nya Zeeland | Belconnen Soccer Centre                                                              |                                                                                      |
|  |              |           | (0 – 5) | 4′, 22′ Simone Ferrara 13′, 33′, 49′ Maia Jackman 30′ Nicky Smith 53′ Wendi Henderson 59′ Jane Simpson 88′ Terry McCahill | Canberra, Australian Capital Territory Publik: 250 Domare: Tammy Ogston (Australien) | Canberra, Australian Capital Territory Publik: 250 Domare: Tammy Ogston (Australien) |
|  |              |           |         | | Canberra, Australian Capital Territory Publik: 250 Domare: Tammy Ogston (Australien) | Canberra, Australian Capital Territory Publik: 250 Domare: Tammy Ogston (Australien) |
|  |              |           |         | | Canberra, Australian Capital Territory Publik: 250 Domare: Tammy Ogston (Australien) | Canberra, Australian Capital Territory Publik: 250 Domare: Tammy Ogston (Australien) |

|  | 9 april 2003 | Australien | 13 – 00 | Papua Nya Guinea | Belconnen Soccer Centre                                                          |                                                                                  |
|  |              | April Mann 5′, 41′, 49′, 55′ Joanne Peters 17′ Cheryl Salisbury 29′, 81′ (str.) Dianne Alagich 46′ Kelly Golebiowski 59′, 71′ Heather Garriock 60′, 78′, 89′ | (4 – 0) |                  | Canberra, Australian Capital Territory Publik: 600 Domare: Rajendra Singh (Fiji) | Canberra, Australian Capital Territory Publik: 600 Domare: Rajendra Singh (Fiji) |
|  |              | |         |                  | Canberra, Australian Capital Territory Publik: 600 Domare: Rajendra Singh (Fiji) | Canberra, Australian Capital Territory Publik: 600 Domare: Rajendra Singh (Fiji) |
|  |              | |         |                  | Canberra, Australian Capital Territory Publik: 600 Domare: Rajendra Singh (Fiji) | Canberra, Australian Capital Territory Publik: 600 Domare: Rajendra Singh (Fiji) |

|  | 11 april 2003 | Papua Nya Guinea | 0 – 5   | Nya Zeeland                                                    | Belconnen Soccer Centre                                                                   |                                                                                           |
|  |               |                  | (0 – 2) | 7′ Nicky Smith 12′, 47′, 59′ Maia Jackman 68′ Priscilla Duncan | Canberra, Australian Capital Territory Publik: 250 Domare: Krystyna Szokolai (Australien) | Canberra, Australian Capital Territory Publik: 250 Domare: Krystyna Szokolai (Australien) |
|  |               |                  |         |                                                                | Canberra, Australian Capital Territory Publik: 250 Domare: Krystyna Szokolai (Australien) | Canberra, Australian Capital Territory Publik: 250 Domare: Krystyna Szokolai (Australien) |
|  |               |                  |         |                                                                | Canberra, Australian Capital Territory Publik: 250 Domare: Krystyna Szokolai (Australien) | Canberra, Australian Capital Territory Publik: 250 Domare: Krystyna Szokolai (Australien) |

|  | 11 april 2003 | Cooköarna | 0 – 1   | Samoa              | Belconnen Soccer Centre                                                                               | |
|  |               |           | (0 – 0) | 77′ Lynette Laumea | Canberra, Australian Capital Territory Publik: 250 Domare: Joakim Salaiau Sosongan (Papua Nya Guinea) | Canberra, Australian Capital Territory Publik: 250 Domare: Joakim Salaiau Sosongan (Papua Nya Guinea) |
|  |               |           |         |                    | Canberra, Australian Capital Territory Publik: 250 Domare: Joakim Salaiau Sosongan (Papua Nya Guinea) | Canberra, Australian Capital Territory Publik: 250 Domare: Joakim Salaiau Sosongan (Papua Nya Guinea) |
|  |               |           |         |                    | Canberra, Australian Capital Territory Publik: 250 Domare: Joakim Salaiau Sosongan (Papua Nya Guinea) | Canberra, Australian Capital Territory Publik: 250 Domare: Joakim Salaiau Sosongan (Papua Nya Guinea) |

|  | 13 april 2003 | Papua Nya Guinea                                                             | 5 – 2   | Samoa                                 | Belconnen Soccer Centre                                                              |                                                                                      |
|  |               | Lydia Banabas 27′, 80′ Glenda Matthies 30′ Nakere Nombe 51′ Miriam Lanta 71′ | (2 – 0) | 74′ Leti Talai 87′ Selesitina Peresia | Canberra, Australian Capital Territory Publik: 550 Domare: Tammy Ogston (Australien) | Canberra, Australian Capital Territory Publik: 550 Domare: Tammy Ogston (Australien) |
|  |               |                                                                              |         |                                       | Canberra, Australian Capital Territory Publik: 550 Domare: Tammy Ogston (Australien) | Canberra, Australian Capital Territory Publik: 550 Domare: Tammy Ogston (Australien) |
|  |               |                                                                              |         |                                       | Canberra, Australian Capital Territory Publik: 550 Domare: Tammy Ogston (Australien) | Canberra, Australian Capital Territory Publik: 550 Domare: Tammy Ogston (Australien) |

|  | 13 april 2003 | Australien                           | 2 – 0   | Nya Zeeland | Belconnen Soccer Centre                                                            |                                                                                    |
|  |               | Joanne Peters 24′ Danielle Small 49′ | (1 – 0) |             | Canberra, Australian Capital Territory Publik: 2 200 Domare: Rajendra Singh (Fiji) | Canberra, Australian Capital Territory Publik: 2 200 Domare: Rajendra Singh (Fiji) |
|  |               |                                      |         |             | Canberra, Australian Capital Territory Publik: 2 200 Domare: Rajendra Singh (Fiji) | Canberra, Australian Capital Territory Publik: 2 200 Domare: Rajendra Singh (Fiji) |
|  |               |                                      |         |             | Canberra, Australian Capital Territory Publik: 2 200 Domare: Rajendra Singh (Fiji) | Canberra, Australian Capital Territory Publik: 2 200 Domare: Rajendra Singh (Fiji) |

## Skytteligan
10 mål
- Maia Jackman

8 mål
- April Mann

7 mål
- Nicky Smith

6 mål
- Joanne Peters
- Kelly Golebiowski

5 mål
- Simone Ferrara

4 mål
- Danielle Small
- Heather Garriock

3 mål
- Dianne Alagich
- Lydia Banabas

2 mål
- Amy Wilson
- Cheryl Salisbury
- Hayley Crawford
- Rhian Davies
- Tal Karp
- Thea Slatyer
- Michele Keinzley
- Glenda Matthies
- Neilen Limbai

1 mål
- Olivia Hohnke
- Sacha Wainwright
- Melanie Rakei
- Hayley Moorwood
- Jane Simpson
- Priscilla Duncan
- Terry McCahill
- Wendi Henderson
- Miriam Lanta
- Nakere Nombe
- Priscilla Konalalai
- Leti Tarai
- Lynette Laumea
- Selesitina Peresia